# 林克庆
林克庆（1966年10月—），男，汉族，湖北仙桃人。中华人民共和国政治人物。1988年8月参加工作，1990年12月加入中国共产党。中国人民大学贸易经济系商品学专业本科毕业、哲学院宗教学专业在职研究生毕业，哲学博士学位，政工师。曾任中共广东省委常委、广州市委书记，现任广东省政协主席、党组书记。中共第二十届中央候补委员。

## 生平
曾任共青团北京市东城区委副书记、书记，北京市东城区人民政府副区长、政府办公室主任，中共北京市东城区委政法委副书记，中共北京市东城区委常委、区人民政府副区长，中共北京市委台湾工作办公室（市政府台湾事务办公室）主任等职务。
2005年10月，任中共北京市大兴区委副书记、副区长、代区长（正局级）、区长。2008年2月，任中共北京市大兴区委书记，后兼任北京经济技术开发区工委书记。2011年4月25日，大兴区旧宫镇南街三村一栋四层楼房发生火灾，造成18人死亡、24人受伤，时任大兴区委书记的林克庆受到“向北京市委作出深刻检查”的处理。2013年1月，任北京市人民政府副市长，同年2月不再担任中共北京市大兴区委书记职务。2016年12月，任中共北京市委常委，兼任市委教育工委书记。2017年2月24日，辞去北京市人民政府副市长职务。2018年11月23日，改任中共北京市委常委，北京市人民政府常务副市长、党组副书记。
2019年12月，调任中共广东省委常委，广东省人民政府常务副省长、党组副书记。2021年12月，改任中共广东省委常委、广州市委书记。
2023年1月，升任广东省政协主席、党组书记，晋升正部级。同年6月，卸任中共广东省委常委、广州市委书记。